# One More Time (singel Twice)
One More Time – pierwszy japoński singel południowokoreańskiego zespołu Twice, wydany w Japonii 18 października 2017 roku przez Warner Music Japan. Został wydany w czterech edycjach: regularnej CD, dwóch limitowanych oraz „ONCE JAPAN”. Osiągnął 1 pozycję w rankingu Oricon i pozostał na liście przez 65 tygodni, sprzedał się w nakładzie 267 533 egzemplarzy w Japonii. Singel zdobył status platynowej płyty.

## Lista utworów
| CD | CD                             | CD                        | CD                                                 | CD              | CD      |
| Nr | Tytuł utworu                   | Tekst                     | Kompozycja                                         | Aranżacja       | Długość |
| -- | ------------------------------ | ------------------------- | -------------------------------------------------- | --------------- | ------- |
| 1. | „One More Time”                | Natsumi Watanabe, Yhanael | Na.Zu.Na, Yu-ki Kokubo, Yhanael                    | Na.Zu.Na        | 3:03    |
| 2. | „LUV ME”                       | Yuka Matsumoto            | Albin Nordqvist, Malin Johansson, Susumu Kawaguchi | Albin Nordqvist | 3:29    |
| 3. | „One More Time” (Instrumental) |                           | Na.Zu.Na, Yu-ki Kokubo, Yhanael                    | Na.Zu.Na        | 3:03    |
| 4. | „LUV ME” (Instrumental)        |                           | Albin Nordqvist, Malin Johansson, Susumu Kawaguchi | Albin Nordqvist | 3:29    |

| DVD (wer. limitowana A) | DVD (wer. limitowana A)                    | DVD (wer. limitowana A) |
| Nr                      | Tytuł utworu                               | Długość                 |
| ----------------------- | ------------------------------------------ | ----------------------- |
| 1.                      | „One More Time” (Music Video)              |                         |
| 2.                      | „One More Time” (Music Video Making Movie) |                         |

| DVD (wer. limitowana B) | DVD (wer. limitowana B)                  | DVD (wer. limitowana B) |
| Nr                      | Tytuł utworu                             | Długość                 |
| ----------------------- | ---------------------------------------- | ----------------------- |
| 1.                      | „One More Time” (Music Video Dance ver.) |                         |
| 2.                      | „Jacket Shooting Making Movie”           |                         |

## Notowania
| Lista                             | Pozycja |
| --------------------------------- | ------- |
| Oricon Weekly Singles Chart       | 1       |
| Oricon Yearly Singles Chart       | 24      |
| Billboard Japan Hot 100           | 1       |
| Billboard Japan Top Singles Sales | 1       |